# 福岡野球
本項では、日本のプロ野球球団でパシフィック・リーグに加盟する埼玉西武ライオンズ（商号：株式会社西武ライオンズ）の前身で、1972年秋〜1978年秋まで約6年にわたり球団運営していた会社 福岡野球（ふくおかやきゅう。商号：福岡野球株式会社。球団名：太平洋クラブライオンズ→クラウンライターライオンズ）について記述する。
同社は、元々西日本鉄道（本社：福岡県福岡市中央区。略称：西鉄）の子会社 西鉄野球株式会社（球団名：西鉄ライオンズ）だったものを、中村長芳が買収したものである。

## 買収までの経緯
1969年から1970年にかけて日本プロ野球界に起きた黒い霧事件の影響で、西鉄ライオンズは人気・実力の点で大打撃を受け深刻な経営不振に陥った。1972年の春に西鉄は球団経営からの撤退を決断する。そこで当時のロッテオリオンズのオーナーだった中村長芳は西鉄ライオンズの引き受け先探しに奔走。その結果、ペプシコーラの日本での販売会社であるペプシコ日本法人への球団譲渡が内定した。しかし、直後に東映フライヤーズの球団譲渡（翌1973年2月、日拓ホームへ売却）が報じられると、ペプシ側がパ・リーグの将来を危ぶみ、破談になった。
その後も引き受け先は見つからなかったため、中村自らが西鉄ライオンズを引き受けることを決断。当時の西鉄ライオンズの運営会社である西鉄野球株式会社を買収。社名を「福岡野球株式会社」に商号変更してオーナーに就任することになった。この際、野球協約により「1つの法人・または個人が複数球団を保有することを禁じる」規定に抵触するため、中村はロッテオリオンズのオーナーを辞すると共に、自身の保有していた株式の全てをロッテ本社に譲渡する。またロッテオリオンズのフロントにいた坂井保之、マイナーリーグ (1A)のローダイ・オリオンズ（現在のランチョクカモンガ・クエークス）のGMを務めている青木一三らも、中村とともに福岡野球へ移った。
親会社からの資金援助を受けられる他球団と違い、運営会社が個人企業だったため、資金援助をしてくれるスポンサーを獲得する必要があった。そのスポンサーとして、新興のレジャー会社・太平洋クラブと年間2億円で契約、チーム名を「太平洋クラブライオンズ」とした。
1972年10月27日の買収発表を経て、11月9日のパ・リーグ実行委員会で正式に会社の株式譲渡・球団名変更が承認された。その後11月19日に商号が「福岡野球株式会社」に変更となった。

## 球団役員（1973年時点）
1973年に球団が発行したファンブックには以下の人物が役員として掲載されていた。
代表取締役会長
- 中村長芳

代表取締役社長
- 坂井保之

取締役専務
- 青木一三

取締役
- 井手純二（西日本新聞社常務取締役）
- 江口昭八郎（西日本短期大学理事長）※その後球団副社長を務め、売却時点では球団代表に専念した坂井に代わって球団社長を務めた。
- 瓦林潔（九州電力社長）
- 狩野近雄（スポーツニッポン新聞社東京本社社長）
- 秀島豊（大都リッチランド社長）
- 福田利光（西日本新聞社社長）
- 西村恭輔（元大蔵大臣秘書官）
- 中村忠純（弁護士）
- 末吉和夫（会長秘書役）

## 球団経営
ところが、太平洋クラブの会社そのものの経営が悪化してスポンサー料の納付が滞り、球団経営は最初から危機に立たされた。また、中村が平和台球場の弁当販売業者との関係を白紙にしたところ、西鉄時代に弁当販売の利権を持っていた業者の社長である福岡市議会議員が報復として暗躍した結果、福岡市に平和台球場の使用料を大幅に値上げ（西鉄時代は9万8千円だったが、再三値上げされ最終的に120万円）され、負債は膨らむ一方だった。1976年10月にはメインスポンサーがクラウンガスライターに変更、チーム名は長くて覚えづらくなる事を懸念して「ガス」を省き、「クラウンライターライオンズ」、通称「クラウン」とした。ただし、引き続き太平洋クラブからの資金援助を受けており、ユニフォームに太平洋クラブの社章ワッペンがついていた。しかし、球団経営に改善の兆しは見られなかった。
当時の球団経営の苦しさを物語るエピソードとしては以下のものがある。
- 主催試合での練習用のボールに他球団の本拠地で拾ったボールを持ってきて使用していた。
- ナイトゲーム後のホテルでの夜食も球団は用意せず、選手1人あたり1,000円の食事代を支給するのみだった。1977年のクラウン時代になるとそれも無くなった[1]。
- 観客動員を増やすため、ロッテとの遺恨試合を演出した。詳細はライオンズとオリオンズの遺恨の項を参照。
- 銀行に融資を渋られ、テレビ中継の放映権料を前借した。信用組合からの融資で、金策を工面していた。
- 福岡市から使用許可を受けていないにもかかわらず、経費節減のため、球団事務所は平和台野球場の中に置いた。1973年1月4日、球団事務所を福岡市中央区天神にあった旧西鉄野球の事務所から移転させた。移転登記も済ませたが、後に福岡市当局からのクレームを受けることとなる。3月20日に登記上の本店は当時の坂井の自宅に移転させたものの、球団事務所を同球場内に置くこと自体は黙認され、福岡撤退に至るまで続いた。
- 西鉄時代は、西鉄本社の直接の前身である九州電気軌道[2]が小倉市（現在の北九州市）に本社を置いていた経緯や、北九州市でも九州電気軌道の後身である北九州線など西鉄本社が多くの事業を営んでいることから北九州市営小倉野球場での主催試合を多く行っていた。中村の買収以降は、経費削減のために小倉球場での試合数は大幅に削減されたが、その移動費用すらまかなうことが困難になった時期があった。選手たちは球団から電車賃をもらって福岡と小倉を往復していたという。特急は利用できず、普通列車での移動だった。

## 球団歌・応援歌
「太平洋クラブライオンズ」発足時公式な球団歌として制定されたのは以下の曲。
- 君こそライオンズ（西郷輝彦）

また、「福岡野球」の6年間には以下の曲がイメージソングとして歌われた。
- 僕らの憧れライオンズ（子門真人）
- 惚れたぜライオンズ（中村基樹）
- 甦れ! 俺の西鉄ライオンズ / 平和台おお騒ぎ（黒田武士）

## 福岡撤退とその後
この現状を打破するため1977年のドラフト会議では球団再建を賭けて、法政大学野球部の大黒柱江川卓を1位指名する。しかし、江川には「九州は遠い」という理由で入団を拒否され目論見は外れてしまう。1978年には負債が10億円にも膨れ上がり、球団はいつ破綻してもおかしくない状況だった。そこで中村は西武グループに球団の引継ぎを要請、西武側は球団引継ぎの条件として負債を全て肩代わりする代わりに本拠地を埼玉県所沢市に移転することを要求。中村はこの案を受け入れ、クラウンライターライオンズは1978年のシーズン限りで、29年間本拠地として活動した福岡市から撤退することとなった。
1978年10月12日に西武鉄道グループの中核会社である国土計画への売却、「西武ライオンズ」への球団名変更を発表。中村以下多くの役員がこの日をもって辞任した。10月17日、新オーナーとなる堤義明ら西武グループのメンバーが役員に就任。商号は福岡野球株式会社のままで10月18日に東京都豊島区東池袋に本店を移転した後、10月25日に商号変更が行われ、「株式会社西武ライオンズ」となる。
福岡野球の球団代表・社長を歴任した坂井は、福岡市との関係に齟齬が生じていたと語っている。
坂井は球団売却時に代表取締役は辞任したものの、取締役として球団に留まり、その後西武ライオンズの代表を務めた。
ライオンズの移転後、福岡に再度プロ野球団を誘致する運動が市民から起きた。ロッテは本拠地を九州に移転させる構想を立てたことがあり、福岡時代にライオンズの監督を務めた稲尾和久は「将来福岡に移転させる」ことを条件に1984年からロッテの監督に就任したが、結局移転は具体化せず、1986年限りで監督を退任した。
福岡野球の売却から10年後、南海ホークスがダイエーに買収され、同時に本拠地も大阪市から福岡市に移転される。球団名が福岡ダイエーホークスに改称されて、1989年から11年ぶりに福岡市に本拠地を置くプロ野球チームが復活した。当初は平和台野球場を本拠地として4年間使用した後、1993年に福岡ドームに移転し現在に至っている。福岡ダイエーホークスは2004年まで16年間続いたが、ダイエーの経営不振によりソフトバンク（当時、現・ソフトバンクグループ）に売却され、2005年からは球団名が福岡ソフトバンクホークスに改称されている。